# نانا آن-شا
نانا آن-شا (انگلیسی: NanaOn-Sha) شرکت بازی ویدئویی ژاپنی است، که در سال ۱۹۹۳ تأسیس شد.